# Ophiocaryon
Ophiocaryon, biljni rod iz porodice Sabiaceae, dio reda Proteales. Pripada mu devet vrsta drveća u tropskoj Južnoj Americi.
Tipična je vrsta drvo O. paradoxum iz Gvajane.

## Vrste
1. Ophiocaryon barnebyanum Aymard & Daly
2. Ophiocaryon chironectes Barneby
3. Ophiocaryon duckei Barneby
4. Ophiocaryon heterophyllum (Benth.) Urb.
5. Ophiocaryon klugii Barneby
6. Ophiocaryon maguirei Barneby
7. Ophiocaryon manausense (W.A.Rodrigues) Barneby
8. Ophiocaryon neillii Aymard & Daly
9. Ophiocaryon paradoxum M.R.Schomb.